# 52nd Street (album)
52nd Street je šesti studijski album ameriškega kantavtorja Billyja Joela, ki je izšel 13. oktobra 1978. To je bil prvi Joelov album, ki je dosegel vrh lestvic in osvojil dva grammyja. 52nd Street je bil tudi prvi Joelov album, ki je izšel tudi na zgoščenki.
Tri skladbe so v ZDA dosegli Top 40: »My Life« (3. mesto), »Big Shot« (14. mesto) in »Honesty« (24. mesto). Album je bil dobro sprejet s strani kritikov, osvojil je tudi grammyja za album leta. Grammy je bil podeljen producentu Philu Ramoneu. Po njegovi smrti je grammyja dobil Joel.
Portal AllMusic je 52nd Street opisal kot "bolj prefinjen in nekoliko jazzy". Album je bil poimenoval po slavni ulici 52nd Street, ki se nahaja na Manhattnu, v času izdaje albuma pa je bil na ulici eden izmed sedežev založbe Columbia. Album je bil prav tako posnet v studiu, ki se nahaja na tej ulici.
1. oktobra 1982 je 52nd Street postal prvi album, ki je bil s strani založbe Sony Music Entertainment komercialno izdan na zgoščenki, ko je prišel na japonski trg. Leta 2003 ga je revija Rolling Stone uvrstila na 354. mesto njihovega Seznama 500 najboljših albumov vseh časov.
Skladba »Honesty« je bila nominirana za Grammyja za skladbo leta, grammyja pa je prejela skladba »What a Fool Believes«, ki jo je izvedla skupina Doobie Brothers.

## Seznam skladb
Vse skladbe je napisal Billy Joel.
| Stran 1 | Stran 1    | Stran 1 |
| Št.     | Naslov     | Dolžina |
| ------- | ---------- | ------- |
| 1.      | „Big Shot‟ | 4:03    |
| 2.      | „Honesty‟  | 3:56    |
| 3.      | „My Life‟  | 4:44    |
| 4.      | „Zanzibar‟ | 5:13    |

| Stran 2         | Stran 2            | Stran 2 |
| Št.             | Naslov             | Dolžina |
| --------------- | ------------------ | ------- |
| 1.              | „Stiletto‟         | 4:42    |
| 2.              | „Rosalinda's Eyes‟ | 4:41    |
| 3.              | „Half a Mile Away‟ | 4:08    |
| 4.              | „Until the Night‟  | 6:35    |
| 5.              | „52nd Street‟      | 2:27    |
| Skupna dolžina: | Skupna dolžina:    | 40:26   |